# Bjorjoljoch
Bjorjoljoch (rusky Бёрёлёх, jakutsky Бөрөлөөх) je řeka v Jakutské republice v Rusku. Je 754 km dlouhá. Povodí má rozlohu 17 000 km². Na dolním toku se nazývá Jeloň (rusky Елонь

## Průběh toku
Vzniká soutokem řek Čamyga-Okatyn a Kemelkan-Okat, které pramení na hřbetu Polousnyj krjaž. Po soutoku zdrojnic protéká Jano-indigirskou nížinou. V jejím povodí se nachází přibližně 9000 jezer o celkové rozloze 1610 km². Jezernatost činí 9,5 %. Ústí zleva do Indigirky.

## Vodní stav
Zdrojem vody jsou sněhové a dešťové srážky a také voda z tajícího ledu. V červenci a v srpnu dochází k povodním. V zimě promrzá až do dna.

### Přítoky
- zprava – Ulachan-Kyllach (Tiit), Selgannach, Ary-Mas
- zleva – Uese-Kyllach